# Македони
Македо́ни — село в Україні, у Обухівському районі Київської області. Відстань до обласного центру становить 103 км, до райцентру становить 62 км, що проходить автошляхом місцевого значення. Відстань до найближчої залізничної станції Миронівка становить 33 км.
Село є адміністративним центром Македонського старостинського округу, якому підпорядковані села Македони, Кулешів та Малі Прицьки. Населення села, згідно перепису 2001 р. становило 582 особи.

## Географія
Межує на півночі з селами Пії та Малі Прицьки, на півдні з селом Шандра, а на сході із селом Кип'ячка.

### Топоніми
Щодо назви села, то існує легенда. Колись до цих країв прийшли й оселилися двоє чоловіків: старезний дід з далекої Греції та молодий, повний сил хлопець з Македонії. Грек лише молився, а македонець молився в церкві, допомагав селянам будувати нові хати та працював у полі. Невеличке поселення, що утворилося навколо прибульців стали називати «біля македонців».
Під час татаро-монгольської навали 1240 р. місцева дерев'яна церква згоріла. До села поодиноко стали повертатися люди, які врятувалися, повернувся й Македон. Рятуючись від холоду, під великим схилом гори він викопав велику простору печеру, у якій, згодом віряни облаштували катакомбну церкву. Печера постійно поглиблювалася, завдяки цьому площа підземного храму зростала. Люди відбудували зруйноване житло. Через збільшення чисельності населення, то й відповідно зростало й число вірних. І тоді Македон неподалік спорудив невелику церкву, яка з часом, розрослася до розмірів монастиря. Померлих Грека та Македона поховали у печерному храмі, а поселення, що почалося розростатися навколо монастиря, на честь його засновника назвали Македонами.
Урбаноніми
Кількість елементів інфраструктури у селищі — це 11 вулиць з 200 будинками.
Вулиці:
- Авраменка Василя
- Горлівська
- Джерельна
- Донецька
- Копилова
- Лугова
- Садова
- Торезька
- Центральна
- Шахтарів
- Шахтобудівників

## Історія

### За часів панської Польщі
Перша згадка про село датується 1640 р.. Відомо, що в люстрації 1631—1633 рр. також є згадка про село, а саме: «У цьому селі послушних підданих було 10. На цей час внаслідок жовнірського спустошення під козацьку табірщину і татарське спустошення їх немає більше 8. Дають чиншу по 25 гр., колодки по 15 гр., що складає 10 зл.20. Козаків у цьому селі є 8.», яка продовжує вік села приблизно на десяток років. Тоді в селі налічувалося всього 19 осель та належало воно до Канівського староства.
Селяни Македонів брали активну участь у Визвольній війні під проводом Б. Хмельницького, Гайдамаччині та Коліївщині. 30 січня 1667 р. між Московським царством і Річчю Посполитою було підписано Андрусівський сепаратний договір про припинення московсько-польської війни 1654—1667 рр., за умовами якого у складі Речі Посполитої залишалися Правобережна Україна, у тому числі й Македони.
В останній чверті XVIII ст. село стало власністю польського короля Станіслава II Авґуста Понятовського, після смерті якого у 1799 р. маєток у Македонах відійшов до панів Головінських.

### Під владою Царської Росії
Після другого поділу Речі Посполитої 1793 р. Київщина, у тому числі й Македони включені до складу Київського намісництва Російської імперії. 1843 р. Зіновій Головінський продав маєток Феклі Марціновській, яка згодом після купівлі маєтку розподілила його між своїми дочками.
Від середини ХІХ ст. і аж до 1923 р. Македони були центром однойменної волості Канівського повіту Київської губернії.
Великий колись маєток після численних перепродажів у 1860-х рр. розпався на декілька маленьких. Тоді власниками Македонів були діти барона Альфонса Бенедиктовича фон Клотт та племінниця його дружини Марії з роду Меленевських-Абрамовичів. Останніми власниками села були поміщики Остапенко та К. Абрамович. Тоді в Македонах мешкало 1466 осіб.
1872 р. в селі відкрилася перша міністерська однокласна школа на три групи, що містилася у звичайній дерев'яній селянській хаті. Станом на 1883 р. в Македонах мешкало 2414 осіб та функціонували медична та ветеринарна лікарні, пошта, базар.
Після 1905 р. Міністерство народної освіти спорудило у Македонах цегляне приміщення нової двокласної вищої початкової школи на п'ять класних кімнат. 1912 р. за сприяння делегата IV Російської Державної Думи, пароха місцевої церкви В. Солухи, у селі відкрилося вище початкове чотирикласне училище, де спочатку тут навчалися діти лише заможних селян, але від 1915 р. у закладі ще й навчалися діти селян та працівників Піївського цукрозаводу. Також завдячуючи В. Солусі в селі була споруджена нова кам'яна церква з дзвіницею замість розібраної старої дерев'яної церкви. Станом, на 1913 р. у селі мешкало 3670 осіб, крім двох училищ в Македонах також діяли Македонське сільськогосподарське товариство та сільський банк.

### Радянська влада в селі
Під час військових дій 1918—1920 рр. влада в Македонах неодноразово змінювалася. У 1920 р. Македони та навколишні села зайняли частини Червоної Армії, зокрема, у Македонах знаходився один з підрозділів кавалерійської бригади Г. Котовського. За радянських часів на честь цього відомого бандита була названа вулиця та встановлено пам'ятник.
1923 р. утворено декілька районів, на заміну колишнім волостям, так з'явився Миронівський та Македонський райони, хоча останній згодом перейменований на Ходорівський. 1925 р. пройшло укрупнення районів і більша частина Ходорівського району, включно із Македонами, увійшла до складу Ржищівського району, де Македони перебували до 1962 року.
Наприкінці 1920-х рр. у селі розпочалася колективізація. 1929 р. в Македонах створено колгосп ім. В. Леніна, головою якого став Пікулик М. На той час у селі було близько 600 дворів, де мешкало 2000 осіб. У Македонах розгорнулася жорстока боротьба. Розкуркулено С. Мартиненка та Г. Калініченко, а останнього разом з усією родиною вислано з села.
В селі існували й свої донощики. Так, сількор «Сусіда» з села Македони 3 січня 1931 р. повідомляв читачів газети «Колективна нива»: «У члена нашого колгоспу Ляшенка Якова Хведоровича народилась дитина, і щоб „ознаменувати“ народженого, він зарізав бичка. Сільраді на це треба звернути увагу, а раді колгоспу такий вчинок треба засудити і примусити здати державі хоч шкіру, бо в крамниці за крамом він перший».
Заполітизована судова система щедро продукувала мешканцям села каральні вироки. Так протягом 1931—1932 рр. за вигаданими звинуваченнями на тривалі терміни ув'язнення засуджено 10 селян, а 1933 р. — ще 5 селян. А селянина Дмитренка І. «як куркуля, що проводив контрреволюційну агітацію та пропаганду, направлених проти заходів Радянської влади у селі за рішенням судової трійки при колегії ГПУ УРСР від 26 лютого 1930 р.» засуджено до розстрілу. Але неорганізований, стихійний супротив нічого не дав. До зими 1932 р. партійні активісти відібрали усі запаси харчових продуктів у селян, у рахунок хлібопоставок державі було вивезене навіть фуражне та посівне зерно з колгоспів ім. 1-го Травня, ім. Косіора (голова — Задорожний) та ім. К. Ворошилова, розташованих у селі. В село прийшов голод, який забрав 630 селян. Мали місце непоодинокі випадки канібалізму.
"У 1932 році мені виповнилося 13 років. Зі мною в один клас ходив Пікулик Хлор Михайлович. У школі нас годували калатушкою і давали по 20 грамів липеників. Ми калатушку випивали, а липеники збирані і відносили тим дітям, які опухли від голоду і вже не могли ходити до школи. Перестав ходити до школи і Хлор. Ми понесли йому липеники, а до нас вийшов його батько. Пікулик Михайло Семенович, грязний та пухлий, і сказав, що Хлора вже немає, та заплакав. У сінях стояло п'ять ящиків, в яких були тіла його померлих дітей. Вся їхня сім'я (вісім осіб, з них шестеро дітей) вимерла у 1933 році від голоду.
В липні 1932 року ми дівчатка-підлігки ходили на буряки. По рядках були розвішані марлі, змазані мелясою, для ловлі комах. Двоє дівчаток - Бондар Наталія та Мартиненко Оксана злизували цю мелясу. Коли ми повернулися через годину, то вони були вже мертві. На буряках давали по півлітри віяного молока і 30 грамів липеників.
Ідучи додому з поля, під мостком побачили в'язану хустку, а коли ми її вигягли. то там була замотана головка дівчинки років семи." - згадувала свідок Голодомору Пікулик Марія Терешківна 1919 р. н.. 
На місці масових поховань жертв Голодомору 1932—1933 рр. у 1990-их рр. була насипана символічна могила, на якій встановлено дерев'яний хрест.
З початком німецько-радянської війни, близько двохсот односельців пішли на фронт. Оборонні бої за село Македони вела 159-та стрілецька дивізія під командуванням полковника Мащенка Івана Ананійовича. Село було окуповане військами Вермахту 8 серпня 1941 р.
У грудні 1941 р. кадровий військовий, політрук Червоної армії Іван Кузьмович Приймак, уродженець Юхнів, створив підпільну групу «Комітет № 8», яка налічувала 10 чоловік. Згодом чисельність групи становила понад 60 осіб та переросла у партизанський загін № 8, до якого входили мешканці сіл: Юхни, П'ятихатка, Салів хутір. Комісаром загону був О. Ломака. Підпільники діяли на території Миронівського та Богуславського районів. У червні 1943 р. підпільна група «Комітет № 8» об'єдналася з партизанами с. Григорівка в однє велике партизанське з'єднання ім. Чапаєва, яке очолив Приймак. У Македонах діяла підпільна група, яку очолив місцевий мешканець Абраменко М., а його хата під час війни використовувалася у якості явочної квартири.
У 1942—1943 рр. на примусові роботи до Німеччини з Македонів було вивезено 71 односельця, переважно молодих хлопців та дівчат, а за час окупації села там було закатовано 27 осіб.
30 січня 1944 р. Македони були звільнені від німецько-фашистських загарбників. Визволення села проводили частини 3-ї повітряно-десантної бригади під командуванням полковника В. К. Гончарова та 206-ї стрілецької дивізії під командуванням полковника Володимира Павловича Колеснікова. На фронтах другої світової війни загинуло 77 місцевих мешканців, а 52 односельців були нагороджені орденами та медалями.
По війні в Македонах відновили свою роботу колгоспи ім. Леніна, ім. К. Ворошилова, ім. 2-ї п'ятирічки, які 1950 р. об'єдналися в один — ім. В. Леніна.
30 грудня 1962 р. Указом Президії Верховної Ради УРСР «Про укрупнення сільських районів Української РСР» на території Київської області ліквідовано 19 районів, у тому числі Миронівський та Ржищівський, які увійшли до складу Кагарлицького району, але вже 4 січня 1965 р. Указом Президії Верховної Ради УРСР «Про внесення змін до адміністративного районування Української РСР», відбулося розукрупнення сільських районів і у складі Київської області утворено 7 районів, у тому числі й Миронівський район, до складу якого увійшла й Македонська сільська рада.
У січні 1964 р. колгосп ім. В. Леніна перейменований на колгосп ім. Г. Котовського, а від 1971 р. у Македонах знаходилася центральна садиба колгоспу. На той час у селі мешкало 762 особи. Діяли восьмирічна школа, бібліотека сільський клуб на 150 місць, ФАП з пологовим відділенням, дитячий ясла-садок на 25 місць. Велика кількість селян за свою працю у різні роки були удостоєні високих урядових нагород, зокрема, орденом Трудового Червоного Прапора було нагороджено Назаренка М. П., Косенка Г. Р., Давидова В. Г., Кліщара В. Х.; орденом Трудової Слави III ступеня — Горбача М. П., Мисана М. Г., Міщенка І. Х.; орденом «Знак Пошани» — Кліщар І. І., Євтушенко Л. І., Семещенко М. К., Давидова В. Г.; орденом Дружби народів — Кліщара В. Х., а також медаллю «За трудову доблесть» — Євтушенко М. Р., Пікулик О. М., Мисана М. Г., Смоляра І. П., Остапова В. Х., Кліщара П. Й. та медаллю «За трудову відзнаку» — Горбач Р. Х., Моргуна В. А.
У другій половині 1980-х рр. у селі збудовано близько 100 житлових будинків для молодих сімей та переселенців із Чорнобильської зони, а також нові приміщення сільради, школи, дитсадка, магазину, пошти та медпункту.

### В незалежній Україні
1997 р. колгосп ім. Г. Котовського реорганізований в КСП ім. Г. Котовського.
Згідно Указу президента України від 3 грудня 1999 р. № 1529/99 «Про невідкладні заходи щодо прискорення реформування аграрного сектора економіки», взимку 1999—2000 рр. у Миронівському районі відбулась реорганізація колгоспів на основі приватної власності на землю селян, які мали власні земельні паї. Вони утворили, як власники, зовсім іншу форму господарювання, ніж були колективні сільськогосподарські підприємства.
Від 2000 р. КСП ім. Г. Котовського реорганізоване у СТОВ «Македони», яке працює й донині, а також функціонують декілька приватних фермерських господарств, зокрема, Споживче Товариство «Вишня» (керівник Дмитренко С. П.), приватні селянські (фермерські) господарства Коваленка А. П., Шаламая В. В., Міщенка В. Г., Бажана В. А. та Майданника. В. Г., фермерське господарство «Терези», приватне підприємство «Мрія-П» та інші. А також працює ФАП.
Рішенням Македонської сільської ради від 5 січня 2016 р. № 5 та у відповідності до Закону України «Про засудження комуністичного та націонал-соціалістичного (нацистського) тоталітарних режимів в Україні та заборону пропаганди їхньої символіки» в селі відбулося перейменування декількох вулиць. Зокрема, вул. Ворошилова на Центральну, вул. Котовського на Лугову, вул. Леніна на Садову, вул. Радянських Шахтарів на Шахтарів.

## Населення

### Мова
Розподіл населення за рідною мовою за даними перепису 2001 року:
| Мова       | Кількість | Відсоток |
| ---------- | --------- | -------- |
| українська | 761       | 98.45%   |
| російська  | 10        | 1.29%    |
| білоруська | 1         | 0.13%    |
| вірменська | 1         | 0.13%    |
| Усього     | 773       | 100%     |

## Освіта
У Македонах діє комунальний заклад Македонський навчально-виховний комплекс «Загальноосвітня школа І—ІІ ступенів — дошкільний навчальний заклад».
Для найменших мешканців села працює дитячий садок «Малятко» (керівник Щербань С. М.). Всі культурні заходи проходять в сільському Будинку культури, де щодня працює бібліотека.

### Історія розвитку шкільництва в Македонах
1872 р. в селі відкрилася перша міністерська однокласна школа на три групи, що містилася у звичайній дерев'яній селянській хаті. У школі навчання велося російською мовою і був там лише один вчитель, що навчав дітей грамоти та парох місцевої церкви — навчав Закону Божому. 24 серпня 1883 р., після закінчення повного курсу наук по 2-му розряду у Київській духовній семінарії, Юрій Мрочковський був призначений на посаду псаломщика у Покровську церкву. Тут він здобуває свій перший педагогічний досвід, проводячи заняття в місцевому однокласному міністерському училищі, де навчалося 86 хлопчиків. Благочинний у своєму записі в 1884 р. зазначає, що Юрій Мрочковський «предметы богословского курса знает очень хорошо. Поведения весьма хорошего».
Після 1905 р. Міністерство народної освіти спорудило у Македонах цегляне приміщення нової двокласної вищої початкової школи на п'ять класних кімнат, а також вчительську та кухню. Очолював школу Полов М. В. Ця школа мала п'ять груп. На початку навчального року до першої групи прийшло 80 дітей, але через брак взуття та одягу навчальний рік закінчувало лише 20 учнів. Діти з навколишніх сіл, які закінчили у своїх селах однокласну школу на три групи мали можливість продовжувати подальше навчання у четвертій групі Македонської школи. Великим досягненням було закінчити двокласну школу, адже таких учнів брали у волость та управу писарями.
1912 р. за сприяння делегата IV Російської Державної Думи, пароха місцевої церкви В. Солухи, у селі відкрилося вище початкове чотирикласне училище. Будівля училища була споруджена з будівельних матеріалів, що залишилися після розібрання старої дерев'яної церкви. Спочатку тут навчалися діти лише заможних селян, але від 1915 р. у закладі ще й навчалися діти селян та працівників Піївського цукрозаводу. До першого класу приймали дітей з іспитами, після закінчення ними чотирьох груп двокласної школи.
Першим керівником училища був колишній інспектор навчального закладу пан Клунний, а за три роки його на цій посаді змінив Казута О. А., який до 1920 р. керував училищем. Учням суворо заборонялося розмовляти українською мовою на території навчального закладу. Основною дисципліною в класах був Закон Божий, крім того викладалися ще російська мова та література, математика, фізика, хімія, природознавство, історія, географія, німецька мова, малювання, креслення, співи, гімнастика для хлопчиків та рукоділля для дівчаток. При переході до наступного класу, наприкінці навчального року, учні складали іспити.
Після приходу радянської влади до села двокласна школа та Вище початкове училище у 1918 р. були об'єднані в одну трудову семирічну школу. 1920 р. школа почала працювати, а директором школи був Котенко В. Г. Навчання проводилося українською мовою, а навчалося понад 500 дітей та працювало 25 вчителів.
Оскільки у навколишніх селах Пії, Тулинці, Шандра, Миколаївка, Малі Прицьки, Яблунівка, Півці, Ведмедівка та Липовий Ріг на той час працювали лише початкові чотирикласні школи, тому учні від п'ятого класу продовжували навчання у македонській школі. Через велику кількість дітей охочих до продовження навчання була створена приймальна комісія, яка розглядала документи про закінчення чотирирічної школи, соціальне становище батьків і після цього зараховувала учнів до п'ятого класу. Через велику кількість учнів, приміщення школи не могло вмістити усіх, тому класні кімнати було обладнано ще у двох сільських хатах. Також силами батьків споруджено шкільну майстерню з двома робочими кімнатами.
У 1920-х рр. у македонській школі було відкрито лікнеп, активними учасниками якого були вчителі місцевої школи. Так, за вчителями молодших класів було закріплено по 10 хат і тричі на тиждень вони проводили навчання з неписьменними мешканцями села віком до 50 років, а вчителі старших класів працювали з молоддю у вечірній школі. Для місцевого жіноцтва при лікнепі працювала школа крою та шиття (керівник Марченко Н. С.). У сільській школі тоді ж були створені співочий та драматичний гуртки.
У шкільній майстерні завдяки вчителю фізики Юрченку Т. Г., що тоді керував нею, з'явилася велика кількість різних інструментів та верстатів, завдяки яким учнями та вчителями там виготовлялося багато різного учбового приладдя. Також при школі працювали математичний, фізичний, літературний, співочий та фізкультурний гуртки, вихованці яких брали активну участь у районних олімпіадах, де часто займали призові місця.
За страшні роки голодомору ряди учнів значно порідшали. Голодна смерть своєю «чорною косою» знищувала цілі сім'ї. Від голоду пухли і діти, і дорослі. Багато дітей померло в той час. У селі не було хати, з якої не винесли б небіжчика. Кожен думав про те, як протриматися і вижити у ці важкі роки та дожити до кращих часів.
Ця чорна сторінка в історії українського народу була перевернута і село почало відроджуватися. В селі було створено хлібний резерв, який використовувався на потреби школи. Деякий час із хлібного фонду видавалося по 50 кг зерна, як зарплата вчителям. Заготівлю та підвіз палива для школи робили батьки безкоштовно. Були такі роки, що для опалення школи завозилась просяна та горохова солома. Але, незважаючи на певні труднощі, вчителі протягом 1930-х рр. створили міцну матеріальну базу школи. Були добре обладнані хімічний та фізичний кабінети, а також одна з кращих у районі шкільна бібліотека з великою кількістю рідкісних книг.
З початком німецько-радянської війни, майже всі вчителі пішли на фронт. Вони були в різних військових частинах та мужньо билися з ворогом. За час німецької окупації села у 1941—1944 рр. були зруйновані обидва приміщення школи, а у її приміщеннях містилася конюшня та концентраційний табір для радянських військовополонених.
За два тижні по звільненню села, а саме 15 лютого 1944 р., в обох приміщеннях школи був зроблений ремонт та у відремонтованих приміщеннях відновився навчально-виховний процес. Директором школи була призначена Бондаренко К. А. Умови праці були досить складними, оскільки, не було ні парт, ні столів, ні дощок, не вистачало зошитів, підручників. З часом поступово зміцнювалась матеріальна база школи завдяки наполегливій праці вчителів та директорів, які працювали у повоєнні роки.
1948 р. директором Македонської восьмирічної школи призначено Охріменка А. П. Тоді у школі, крім місцевих дітей, навчалися також діти з сіл Шандра, Горобіївка та Кип'ячка, тому класи були переповнені. 1962 р. педагогічний колектив школи очолив Дмитренко В. І., який пропрацював директором Македонської восьмирічної школи до 1979 р.
У 1963 р. в школі організовано групи продовженого дня, організоване дворазове безкоштовне харчування учнів школи. Під керівництвом вчителя біології школи Дмитренко В. О. було посаджено шкільний сад та виноградник, активно працювали учні й на навчально-дослідних ділянках. При у другій половині 1970-х рр. створено пошуковий загін «Червоні слідопити», що займався пошуком військових поховань часів німецько-радянської війни.
У 1979—1981 рр. директорами школи були Дуда Т. М. та Штельмах О. І., а від 1981 р. — Москалівець В. О. За чотири місяці 1987 р. будівельниками шахтобудівельної організації тресту «Макіївшахтобуд» (м. Макіївка, Донецька область) було споруджене нове приміщення школи на 192 місця, а приміщення старої школи того ж року було розібране. Через спорудження 100 нових будинків й у школі відповідно зросла кількість учнів.
1 вересня 1987 р., в урочистій обстановці, було відкрито приміщення нової школи. Приміщення цієї школи значно переважало приміщення старої, своє величиною, просторістю, а саме більшою кількістю кабінетів, зокрема, з'явилися кабінети української мови та літератури, світової літератури, історії, хімії та біології, фізики та математики, англійської мови, інформатики, початкових класів, майстерні з обробки деревини та металів, крім того у школі функціонували методичний кабінет, бібліотека, спортивний зал, кабінети медпрацівника школи та практичного психолога, їдальня, а також створено історико-краєзнавчий музей. 2000 р. було споруджено шкільну міні-котельню, а з підключенням її до газогону середнього тиску було вирішено питання нормального температурного режиму у приміщенні школи взимку.
Нині посаду директора школи займає Горда В. М., а також у школі працює 14 вчителів, з яких: четверо мають вищу кваліфікаційну категорію, п'ятеро — першу категорію, двоє — другу категорію, а також є два спеціаліста та один молодший спеціаліст. Всі працюють за фахом, що дає змогу дати учням чудові знання з основних предметів. У школі навчається 60 учнів, з них: 30 учнів навчається у 1-4 класах, 30 учнів — у 5-9 класах. У позаурочний час працюють історико-краєзнавчий, природознавчий, літературний та математичний гуртки. У шкільному спортивному залі працюють спортивні секції з волейболу, баскетболу та настільного тенісу, а на шкільному спортивному майданчику облаштовано міні-футбольне поле, волейбольний майданчик, яма для стрибків у довжину та майданчик з нестандартним обладнанням — тренажерами для занять фізичними вправами.

## Церква Покрови Пресвятої Богородиці
Попередня дерев'яна церква була закладена ще у 1729 р. та декілька разів перебудовувалася. Ще за настоятельства о. Віктор Солухи задумано було будувати нову, кам'яну церкву, оскільки існуюча дерев'яна церква почала вже валитися. Власне, саме о. Віктор, що на той час був депутатом IV Російської Державної Думи заощадив частину коштів на будівництво нової святині. Крім нього кошти на будівництво виділило Міністерство внутрішніх справ Російської Імперії, а також кошти надходили з пожертв парафіян. 1904 р. розпочалося будівництво храму Покрови Пресвятої Богородиці та закінчилось у 1910 р., а 1911 р. новозбудований храм було освячено, а стару церкву того ж року було розібрано, а будівельні матеріали з неї використані для спорудження вищого початкового чотирикласного училища в Македонах.
Отець Віктор Солуха був другом відомого більшовика — депутата Григорія Петровського, тому репресій у перші роки після революції не зазнав та правив у церкві до 1930-х рр.
Остання служба Божа правилася в церкві 1963 р. на свято Великодня. Від 1964 р. церква використовувалась як зерновий склад. На початку травня 1974 р., через зношеність дерев'яних конструкцій, впав цегляний купол споруди, а згодом зник й церковний дзвін. У 1983 р. були замуровані вікна і відтоді храм поступово руйнувався, як через природні явища (дощ, сніг, вітер тощо), так і завдяки людській недбалості. На початку 1990-х рр. храм передано місцевій православній парафії Покрова Божої Матері Білоцерківської єпархії Української Православної Церкви (МП). Щоденні служби Божі здійснюються у пристосованому приміщенні неподалік старої церкви.
14 вересня 2011 р. відбулися святкові заходи з нагоди 100-літнього ювілею від дня відкриття храму. 14 жовтня 2011 р. Преосвященніший Никодим, єпископ Рокитнянський, вікарій Білоцерківської єпархії по благословенню Високопреосвященнішого Митрофана, відвідав церковну парафію села Македони Миронівського благочиння, яка відзначала в цей день престольне свято. Владика у співслужінні духовенства відправив молебень перед початком реконструкції зруйнованого у радянські часи храму. Розпочалася реставрація храму. 8 липня 2014 р. розпочато роботи з реставрації дзвіниці храму і вже за чотири місяці дзвіниця була відреставрована, встановлено хрест. 7 серпня 2015 р. закінчено роботи по реставрації східців до центрального входу храму. Реставрація храму триває. Настоятелем храму нині є ієрей Михаїл Білоусов.
Клірові відомості, метричні книги, сповідні розписи церкви Покрова Пресвятої Богородиці с. Македони  (Приписне прис. Малі Прицьки) Богуславського, з 1846 р. Македонської волості Канівського пов. Київської губ. зберігаються в ЦДІАК України. http://cdiak.archives.gov.ua/baza_geog_pok/church/make_001.xml [Архівовано 13 серпня 2019 у Wayback Machine.]

## Пам'ятники, монументи
- Пам'ятник на братській могилі червоноармійців, які загинули під час німецько-радянської війни 1941—1945 рр.

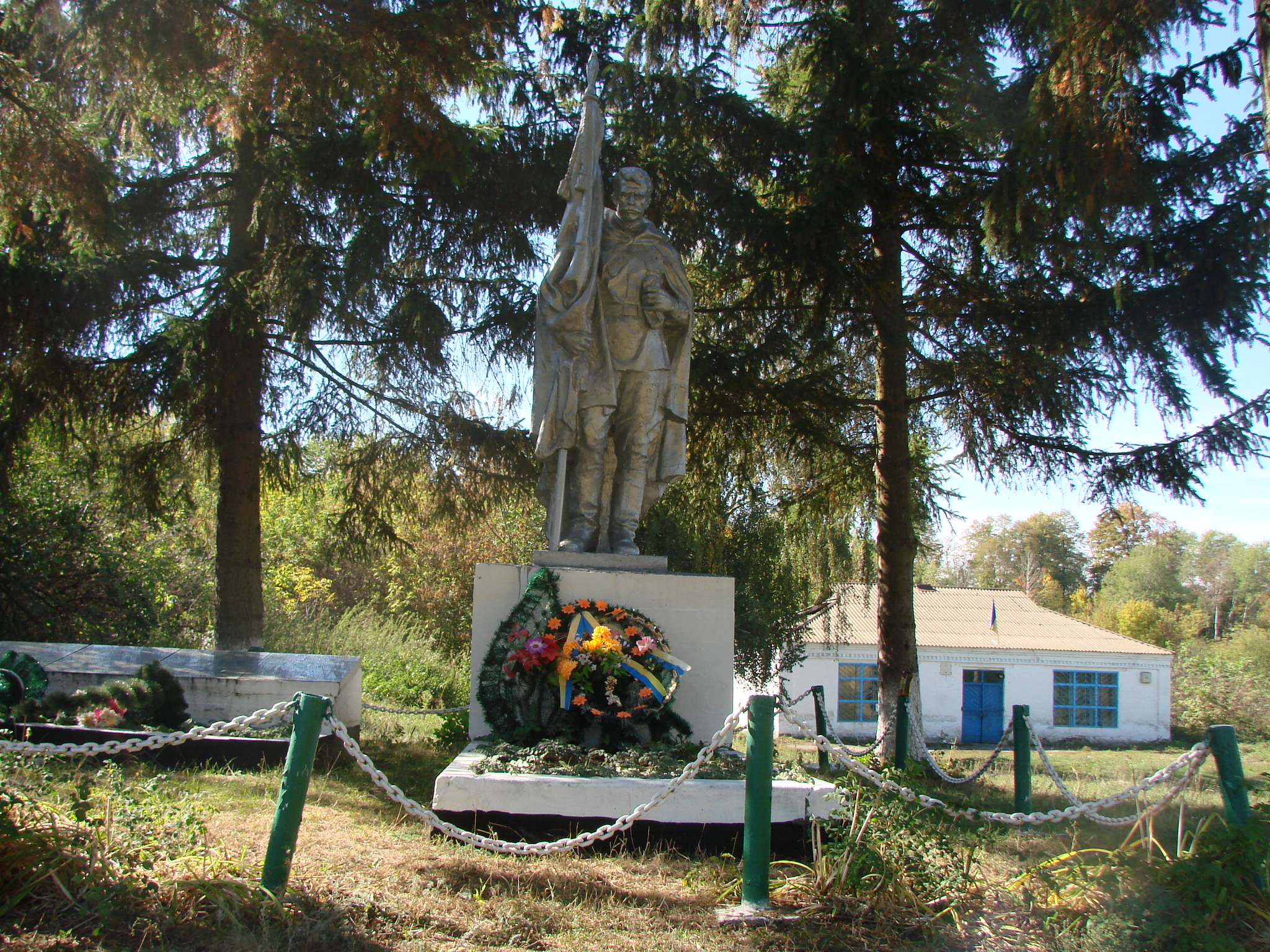
Братська могила червоноармійців, які загинули під час німецько-радянської війни

## Відомі люди
- Вернигора Мусій — віщий старець, козак-лірник, персонаж одного з найбільших польських національних міфів.
- Голуб Володимир (нар. 12 липня 1927) — доктор історичних наук, професор кафедри міжнародних відносин Київського славістичного університету[30].
- Пресняк Ігор (нар. 1 вересня 1940) — академік Міжнародної академії наук прикладної радіоелектроніки, директор казенного підприємства "Науково-виробничий комплекс «Іскра», лауреат Державної премії України в галузі науки і техніки[31].
- Титаренко Надія (1903—1976) — українська радянська театральна артистка. Заслужена артистка УРСР. Учениця видатного українського театрального режисера Леся Курбаса.
- Тугай Анатолій — кандидат технічних наук, професор, член-кореспондент АПНУ, член Комітету з Державних премій України в галузі науки і техніки. У Македонах минули його дитячі та юнацькі роки[17].
- Володимир Олександрович Боровець ( 02.08.1982–20.06.2024) – військовослужбовець що брав участь у боях під Сумами, на Харківському та Бахмутському напрямку. Помер під Вовчанськом під час атаки ворога.

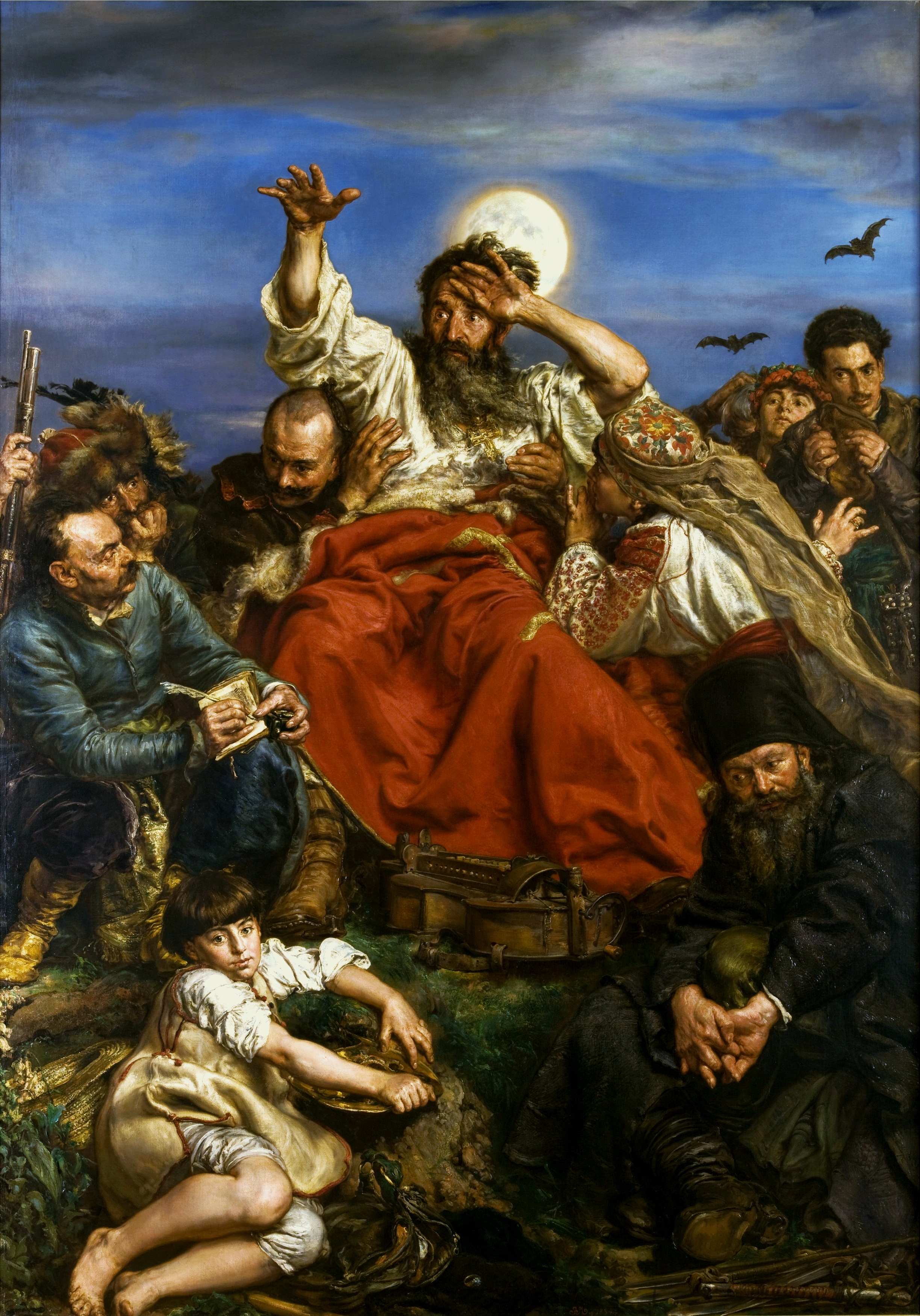
Картина Яна Матейка «Вернигора»
Титаренко Надія Калістратівна